# هاوتزر عيار 155 مم xm777
الهاوتزر الميداني خفيف الوزن، XM777، مصمم بناء على طلب القوات البرية ومشاة الأسطول الأمريكية، ليحل محل الهاوتزر الحالي M198.
استلمت وزارة الدفاع الأمريكية العينات الأولى من هذا المدفع في عام 2000م، وبدأت اختبارات التقييم الميدانية في مايو 2002م، وانتهت بنجاح في يونية من العام نفسه. وكلفت شركة بي إيه إي سيستمز البدء في إنتاج 94 نظاماً، ابتداء من نوفمبر 2002، على أن يبدأ التسليم في نهاية 2004م.
تقدمت الحكومة البريطانية بطلب 65 نظاماً والحكومة الإيطالية بطلب 70 نظاماً. خطة التدبير الإجمالية للولايات المتحدة الأمريكية، تشمل 653 نظاماً.
يعمل على المدفع طاقم مكون من ثمانية أفراد. ويمكن أن يشغله طاقم مخفض، يتكون من خمسة أفراد فقط. الهاوتزر XM777 يوفر قدرة نيران تماثل قدرة المدافع الهاوتزر المقطورة الحديثة عيار 155 مم؛ ولكن يقلّ وزنه عن نصف وزن تلك المدافع. طول السبطانة يبلغ 39 عياراً، وسرعة القذيفة عند مغادرة الفوهة تبلغ 827 م / ث، ويبلغ أقصى مدى 30 كم. وهو قادر على إطلاق 5 قذائف في الدقيقة. ويستخدم المدفع نظام تسديد ليلي ونهاري، ويصلح للاستخدام مع أجهزة قيادة النيران الحديثة.
كلفت وزارة الدفاع الأمريكية شركة جنرال ديناميكس تطوير نظام رقمي للمدفع، أطلق عليه TAD؛ على أن يوفر هذا النظام بيانات الرماية، والملاحة، وتحديد الموقع، بدقة عالية ورد فعل سريع. ومخطط انتهاء برنامج TAD في 2005م. يبلغ وزن الهاوتزر المقطور XM777 3.745 أطنان، ويمكن نقله بواسطة الطائرات العمودية أو طائرات النقل والسفن، كما يمكن قطره بأيّ عربة 4 × 4 من الفئة طنَّين ونصف الطن. أقصى سرعة للقطر على الطرق 88 كم/س.
1. بلد المنشأ: الولايات المتحدة الأمريكية.

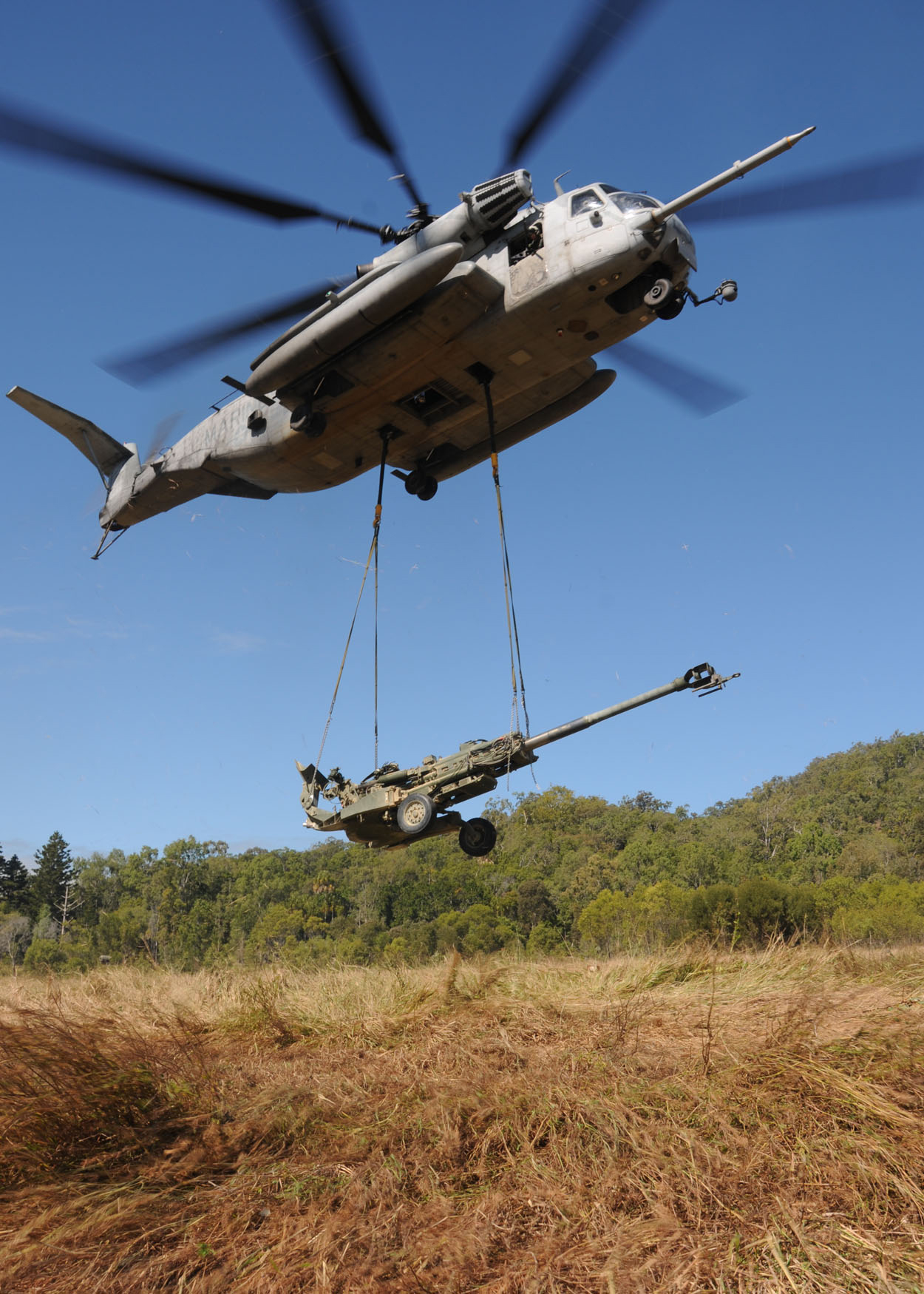
طائرة مروحية تقوم بنقل هاوتزر xm777

2. الاستخدام: هاوتزر مقطور خفيف الوزن. يمكن نقله بالطائرات العمودية أو طائرات النقل الخفيفة.
3. الدول المستخدمة: الولايات المتحدة الأمريكية، المملكة المتحدة، إيطاليا.

## المواصفات العامة والفنية
1. المواصفات العامة:
- الطاقم: 8 أفراد.
- الطول، في وضع القطر: 9.275 م.
- الطول، في وضع الرمي: 10.210 م.
- العرض، في وضع القطر: 2.770 م.
- العرض، في وضع الرمي: 3.720 م.
- الارتفاع، في وضع القطر: 2.260 م.
- الارتفاع، في وضع الرمي: 0.650 م.
- اتساع قاعدة الدواليب: 2.3 م.
- الوزن: 3.745 كجم.
- الحمل على حلقة القطر: 60 كجم.

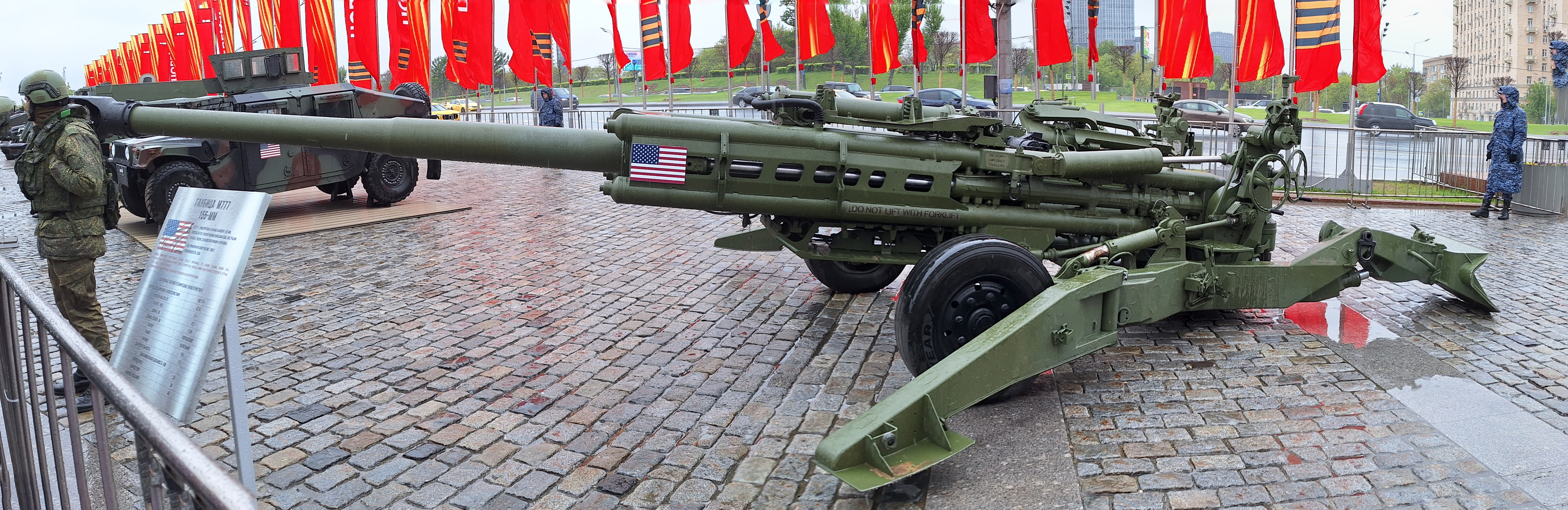
155 ملم هاوتزر إم 777 في معرض المعدات التي تم الاستيلاء عليها في موسكو في ساحة النصر.

- ارتفاع بطن المدفع عن سطح الأرض: 0.66 م.

2. قوة النيران:
- عيار المدفع: 155 م.
- طول السبطانة: 39 عياراً.
- العمر الافتراضي للسبطانة: 2650 قذيفة.
- سرعة القذيفة عند مغادرة الفوهة: 827 م / ث.
- أقصى مدى: 30 كم.
- معدل النيران المتقطع: 5 قذائف / د.
- معدل النيران المستمر: قذيفتان / د.

## معرض صور

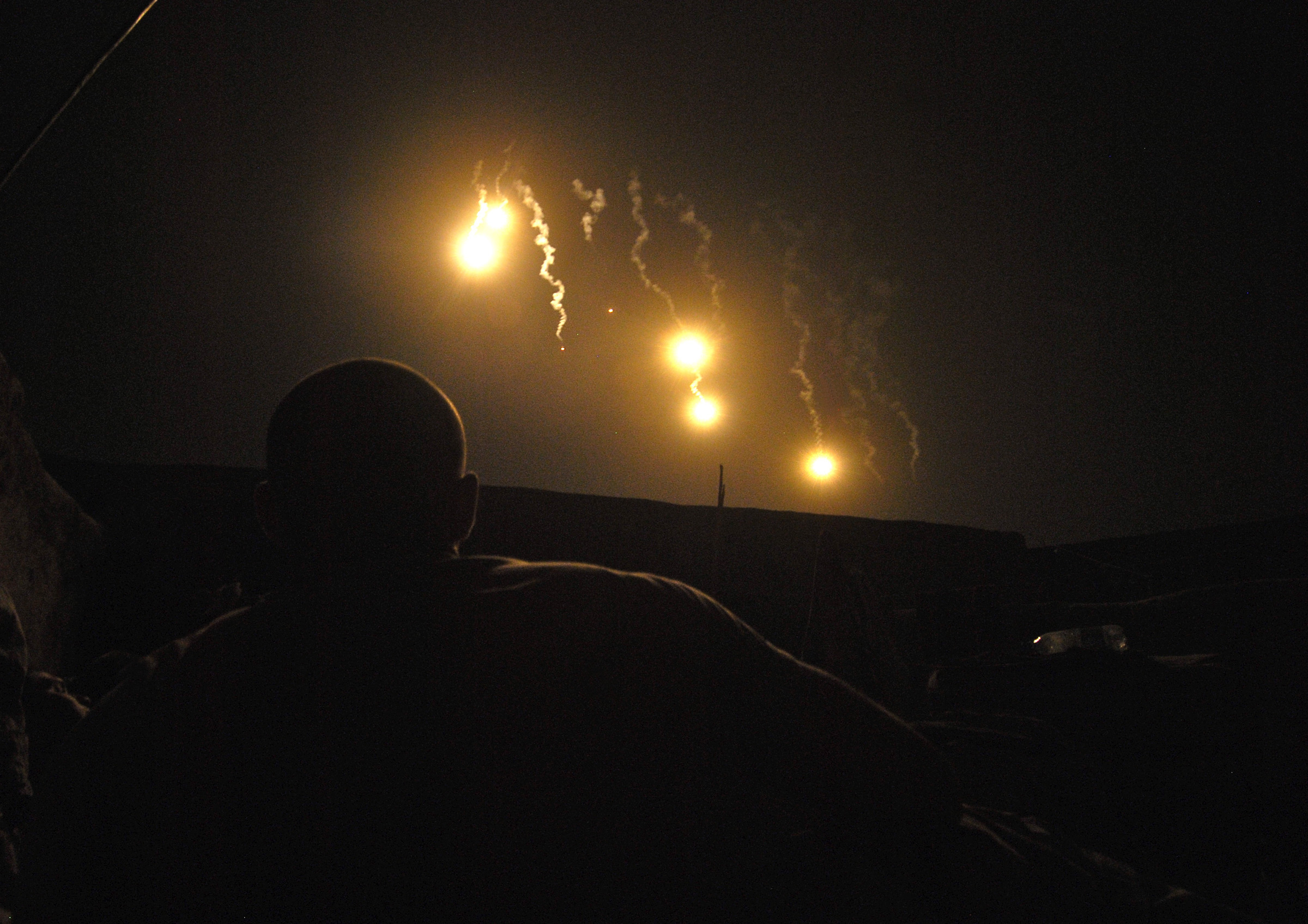
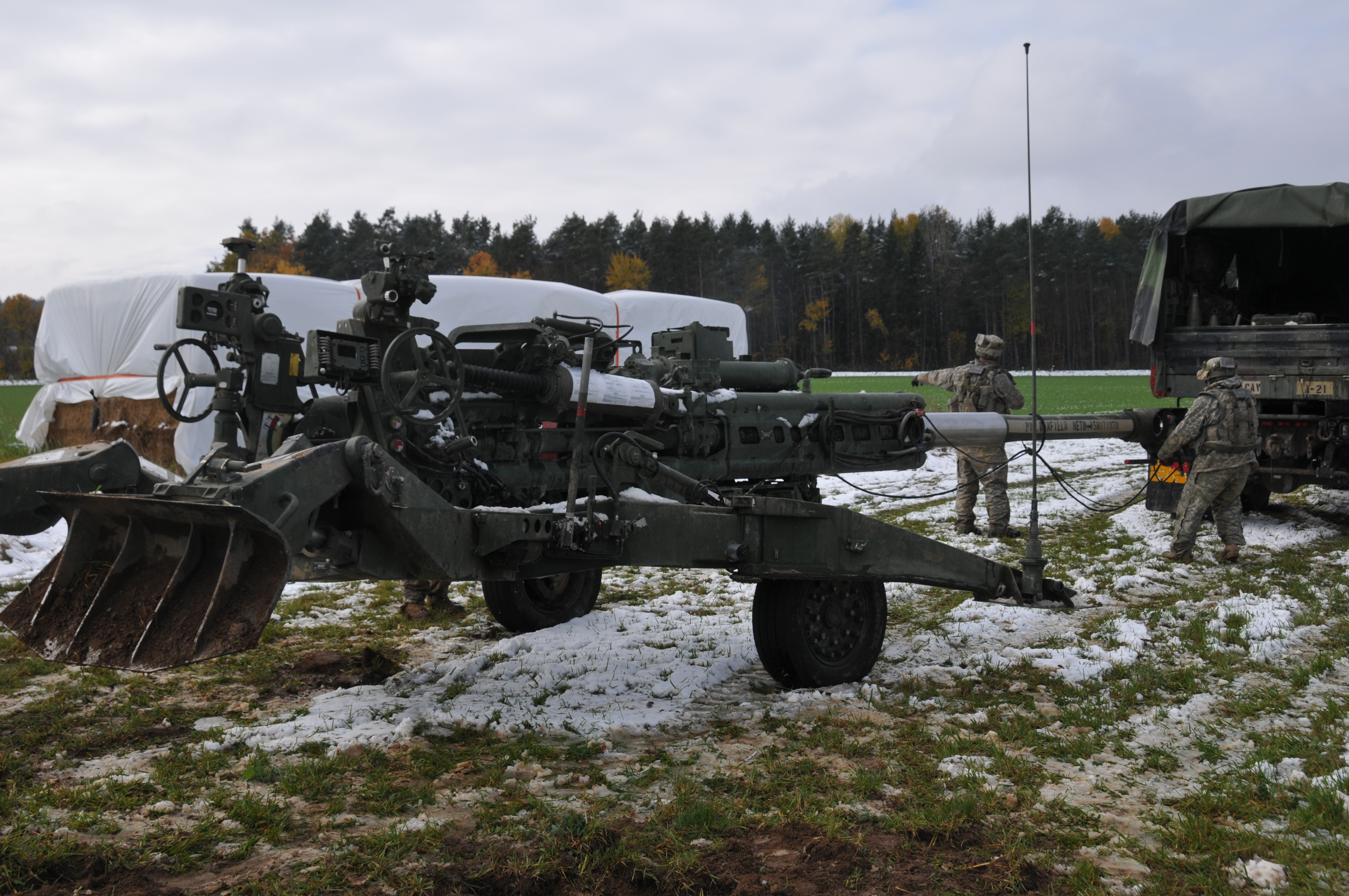
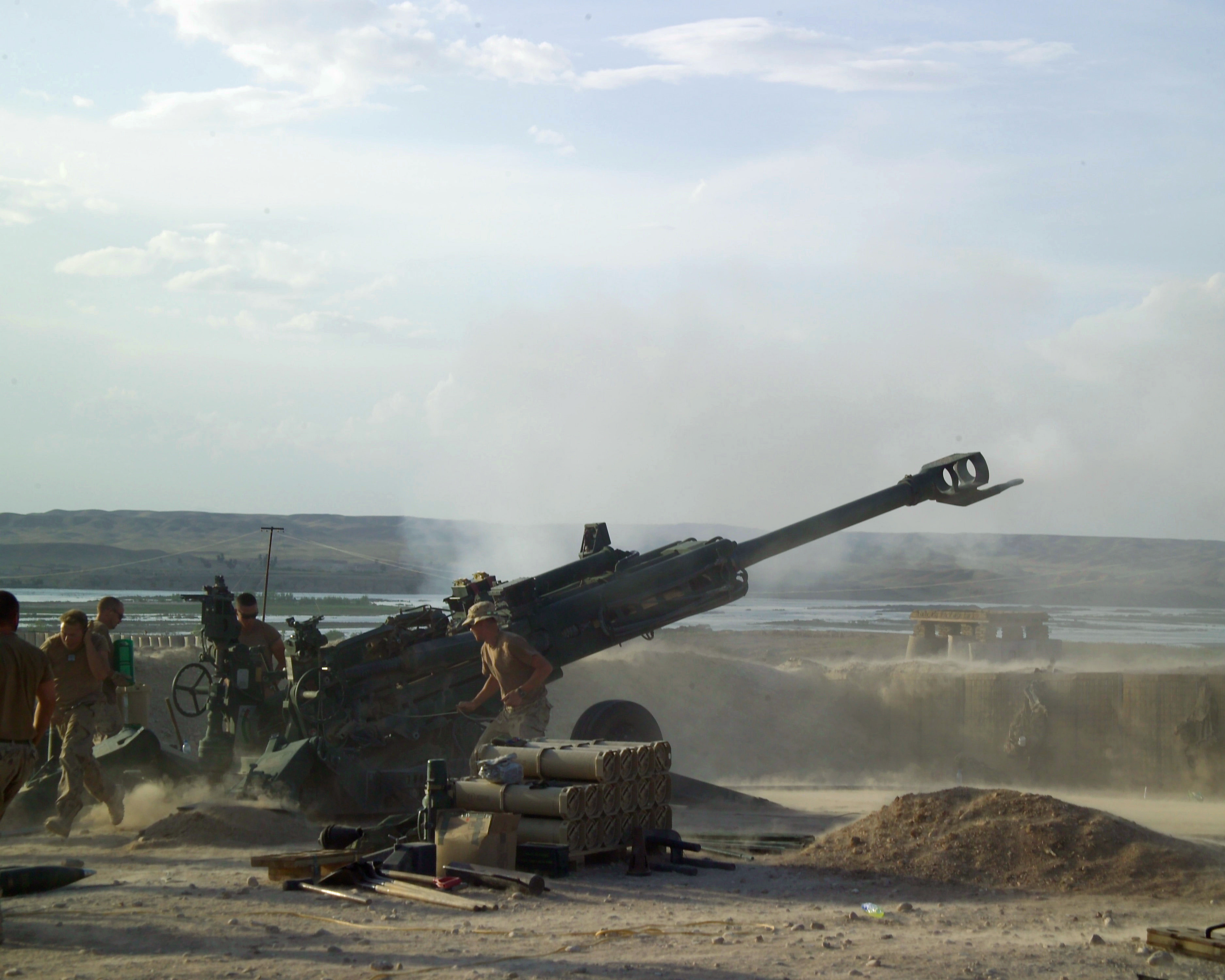
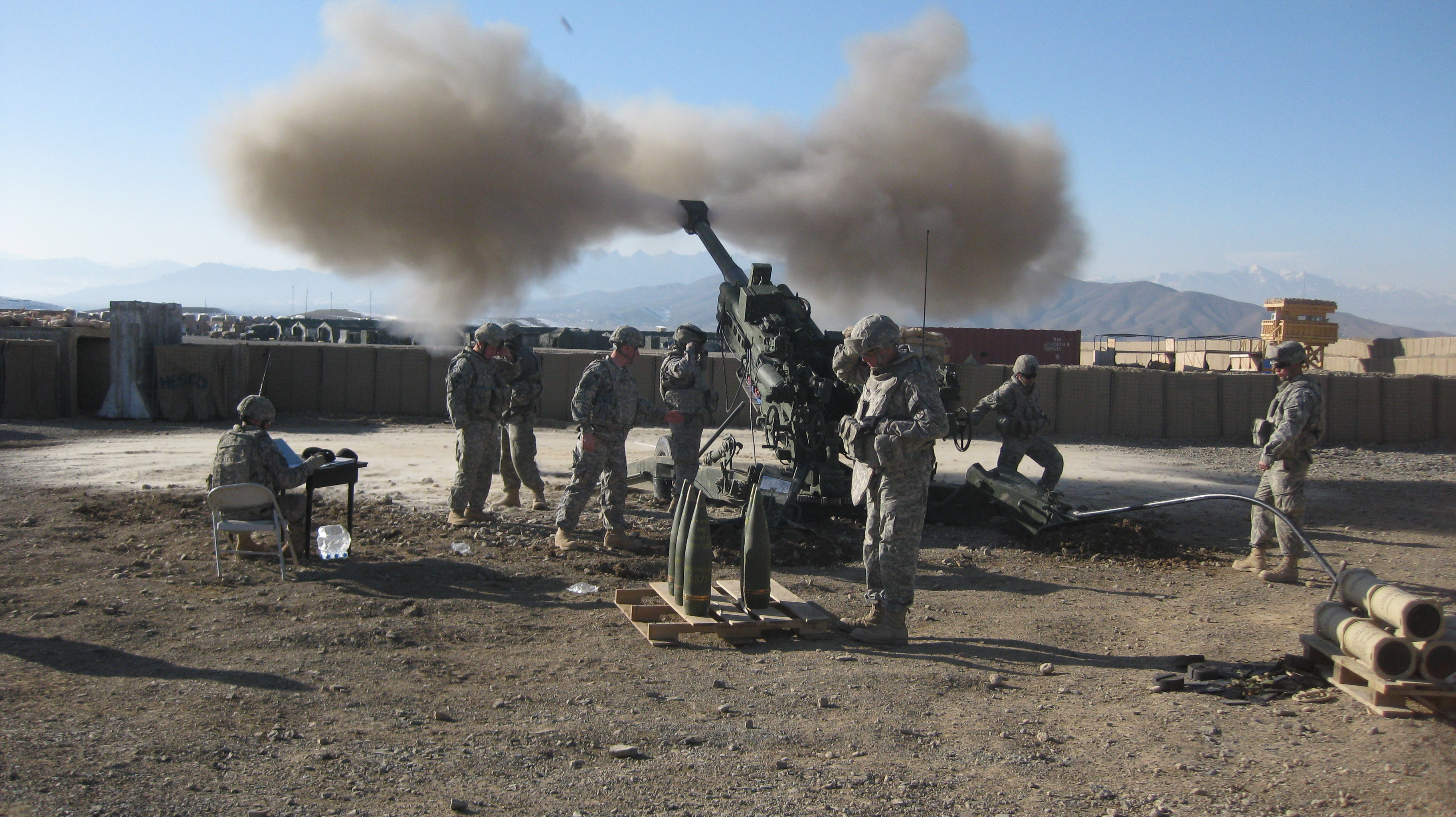
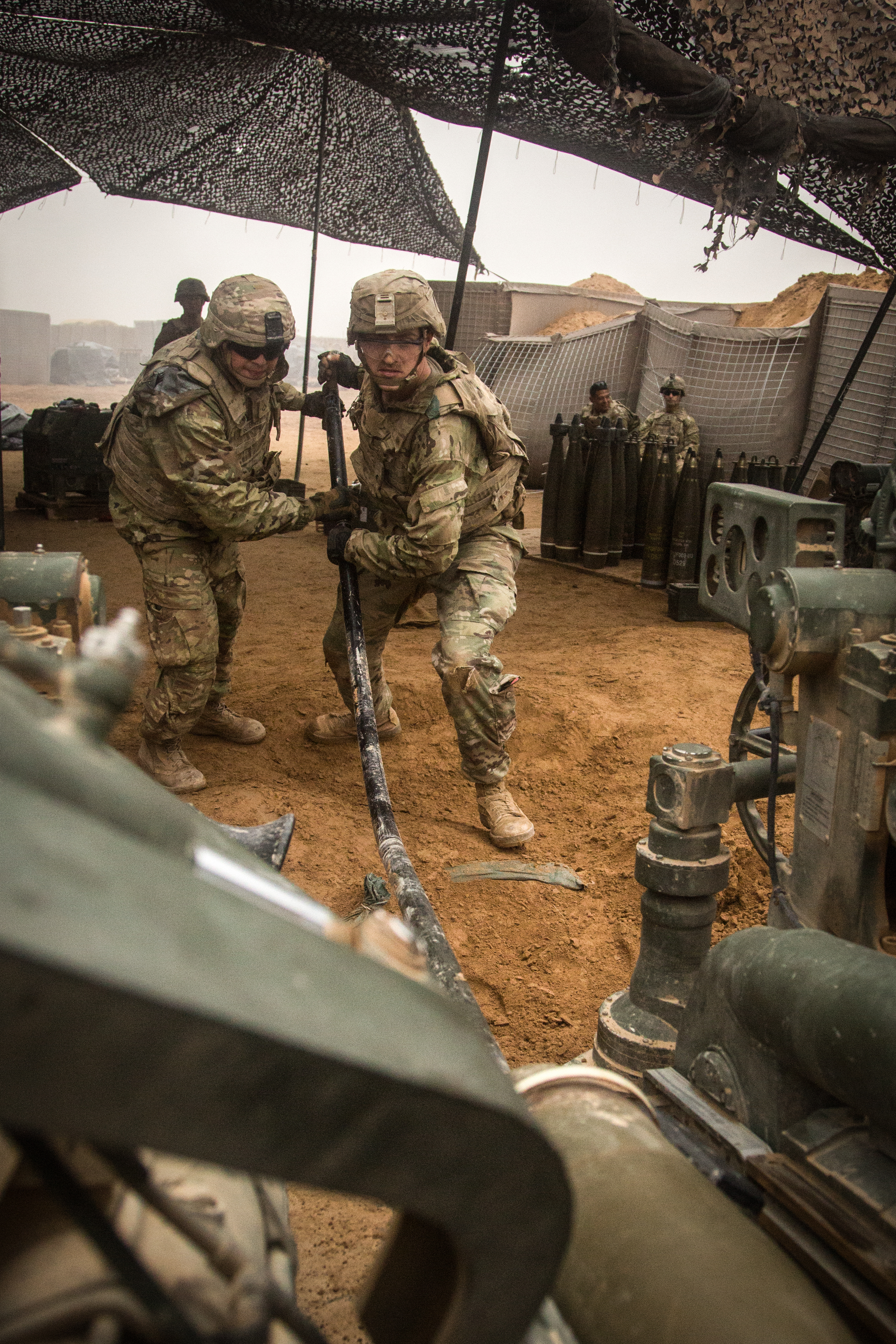

## المصدر
- الموسوعة العالمية للأسلحة

## وصلات خارجية
إطلاق النار بسلاح هاوتزر xm777 (فيديو) على يوتيوب